# Đoan Môn

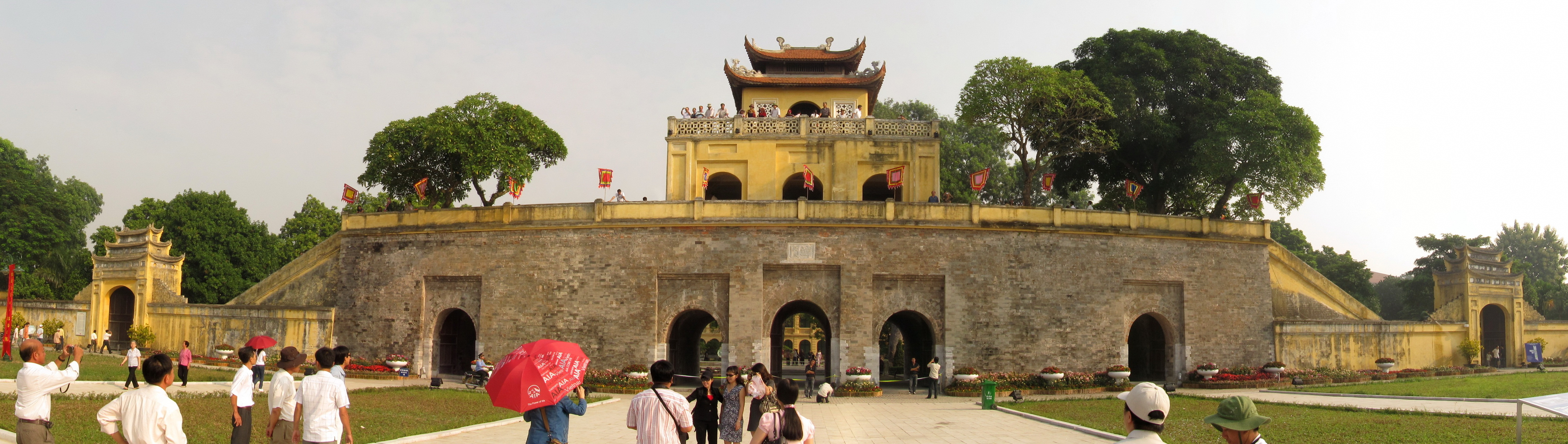
Đoan Môn

Đoan Môn là cổng chính phía Nam vào Hoàng thành Thăng Long, được xây dựng vào thời nhà Lý, nhưng cổng Đoan Môn còn tồn tại ngày nay là do nhà Lê sơ xây dựng (thế kỷ XV) và được sửa sang, tu bổ dưới thời Nguyễn (thế kỷ XIX). Đây là một trong 5 công trình ở Thăng Long còn sót lại, là: Cột cờ Hà Nội, Cửa Bắc (Thành Hà Nội), Đoan Môn, nền Điện Kính Thiên và Văn Miếu - Quốc Tử Giám. Cổng Đoan Môn có hình chữ U, từ Đông sang Tây dài 46,5 m, có 5 vòm cổng, vòm cổng chính giữa dành cho vua đi, hai cổng tận cùng bên cạnh là Tả Đoan Môn và Hữu Đoan Môn. Cổng hiện nay còn nguyên vẹn. Hiện giờ, cửa là lối ra vào của Hoàng thành Thăng Long.

## Đoan Môn (Trung Quốc)
Đoan Môn (giản thể: 端门; phồn thể: 端門; bính âm: Duān mén) là một cổng ở Hoàng thành Bắc Kinh (tiếng Trung: 北京皇城; bính âm: Běijīng Huángchéng)  và nằm ở phía nam Tử Cấm Thành. Đi về phía bắc từ lối vào Hoàng thành, đây là cổng tiếp theo sau Thiên An Môn  (cổng Thiên An), và có cấu trúc tương tự như cổng đó. Cổng tiếp theo xa hơn về phía bắc là cổng Ngọ Môn, là cổng chính và phía nam của Tử Cấm Thành. 
Được xây dựng vào năm Vĩnh Lạc thứ 18 đời nhà Minh (1420), cấu trúc và phong cách kiến trúc Đoan Môn giống như Thiên An Môn. Năm Khang Hy thứ sáu (1666), Đoan Môn được xây dựng lại. "Lịch sử Hoàng cung, Tập 11, Cung 1, Ngoại triều" ghi: "Cổng phía bắc của Thiên An Môn được gọi là Đoan Môn, nó được xây dựng lại vào năm thứ sáu của triều đại Khang Hy và có hệ thống giống như Thiên An Môn. Có hai cột đồng hồ (hoa biểu)." Ở phía nam gồm hai mươi hiên ở bên trái và bên phải. Ở phía đông là Cổng Thái miếu, và ở phía tây là Cổng Đàn xã tắc (社稷坛).
Tháp Đoan Môn chủ yếu được sử dụng để lưu trữ các vật dụng nghi lễ của hoàng đế trong triều đại nhà Minh và nhà Thanh. Trong các buổi lễ lớn và lễ hội quan trọng, các loại sách khác nhau được bày ở hai bên đường hoàng đạo dưới cổng Đoan Môn, số lượng rất lớn, từ Điện Thái Hòa đến Thiên An Môn (được gọi là Thừa Thiên Môn (giản thể: 承天门; phồn thể: 承天門; bính âm: chéngtiānmén) vào thời nhà Minh), dài hai dặm. Chuông và trống được đánh trên tháp Đoan Môn và Ngọ Môn.